# 刘东藩
刘东藩（1929年11月—2016年6月12日），吉林省四平公主岭市人，生于黑龙江德都县富民村。中国军事将领。

## 生平
1952年9月，任东北军区政治部干部部干事，1955年3月，任沈阳军区政治部干部部干事。1963年，任沈阳军区政治部干部部副科长、科长。1966年8月，任沈阳军区政治部干部部副部长，1978年7月—1983年5月，任沈阳军区政治部干部部部长。1983年5月—1990年6月，任辽宁省军区任政治委员。1990年7月，离职休养。1988年9月，被授予少将军衔。
2016年6月12日于沈阳逝世。